# Тома Јовановић
Тома Јовановић (Ваљево, 21. август 1929 — Нови Сад, 9. јун 2012) био је српски позоришни, телевизијски и филмски глумац.

## Биографија
Тома је рођен у Ваљеву, 21. августа 1929. године. Позоришну каријеру започео је 1950. године у Ваљевском Градском народном позоришту, а потом је играо и у Народном позоришту у Нишу, Народном позоришту у Мостару, и Српском Народном позоришту у Новом Саду.
У позоришту је одиграо велики број улога а популарност је стекао улогом Манета у представи Зона Замфирова коју је одиграо 786 пута.
Преминуо је у Новом Саду 9. јуна 2012. а сахрањен је у Ваљеву по сопственој жељи без комеморација.

## Филмографија
Дугометражни филм | ТВ филм | ТВ серија | ТВ мини серија
|                   | 1950 | 1960 | 1970 | 1980 | 1990 | 2000 | 2010 | Укупно |
| ----------------- | ---- | ---- | ---- | ---- | ---- | ---- | ---- | ------ |
| Дугометражни филм | 1    | 3    | 2    | 6    | 0    | 0    | 1    | 13     |
| ТВ филм           | 0    | 1    | 2    | 6    | 0    | 0    | 0    | 9      |
| ТВ серија         | 0    | 0    | 7    | 5    | 2    | 0    | 0    | 14     |
| ТВ мини серија    | 0    | 0    | 2    | 1    | 0    | 0    | 0    | 3      |
| Укупно            | 1    | 4    | 13   | 18   | 2    | 0    | 1    | 39     |
|           | Назив               | Улога                                            |
| --------- | ------------------- | ------------------------------------------------ |
| 1959      | Ноћи и јутра        | Младић                                           |
| 1960-te ▲ |                     |                                                  |
| 1961      | Избирачица          | /                                                |
| 1963      | У сукобу            | Огњен                                            |
| 1965      | Друга страна медаље | Полицијски инспектор Хрибар (као Томо Јовановић) |
| 1967      | Зона Замфирова      |                                                  |
| 1970-te ▲ |                     |                                                  |
| 1978      | Стићи пре свитања   | Уча                                              |
| 1979      | Трофеј              | /                                                |
| 1980-te ▲ |                     |                                                  |
| 1980      | Врућ ветар          | Магистар Чоловић                                 |
| 1981      | Широко је лишће     | Миле                                             |
| 1981      | Краљевски воз       | Курир Павле                                      |
| 1983      | Велики транспорт    | /                                                |
| 1984      | Јагуаров скок       | Полицајац                                        |
| 1989      | Сеобе II            | Мајор Божић                                      |
| 2010-te ▲ |                     |                                                  |
| 2012      | Кад сване дан       | Најфелд                                          |
|           | Назив                          | Улога             |
| --------- | ------------------------------ | ----------------- |
| 1967      | Зона Замфирова                 | /                 |
| 1970-te ▲ |                                |                   |
| 1979      | Пупинове звезде                | /                 |
| 1979      | Тренуци слабости               | /                 |
| 1980-te ▲ |                                |                   |
| 1981      | Црвена краљица                 | /                 |
| 1982      | Странствовањe                  | /                 |
| 1983      | Снохватице                     | /                 |
| 1985      | Судбина уметника - Ђура Јакшић | Матија Бан песник |
| 1986      | Мала привреда                  | /                 |
| 1988      | Лето                           | Даничин отац      |
| Од | До | Назив | Улога |
| -- | -- | ----- | ----- |

| 1980-te ▲ | 1980-te ▲ | 1980-te ▲ | 1980-te ▲ |
| --------- | --------- | --------- | --------- |

| 1990-te-te ▲ | 1990-te-te ▲ | 1990-te-te ▲ | 1990-te-te ▲ |
| ------------ | ------------ | ------------ | ------------ |

| Од | До | Назив | Улога |
| -- | -- | ----- | ----- |

| 1980-te ▲ | 1980-te ▲ | 1980-te ▲ | 1980-te ▲ |
| --------- | --------- | --------- | --------- |

## Награде
- Године 1959. је награђен Републичком наградом Босне и Херцеговине, за улогу Дон Жуана у Народном позоришту Мостара, у режији Косте Спаића.[2]
- За улогу Манета у представи Зона Замфирова, коју је играо у Српском Народном Позоришту у режији Миодрага Гајића награђен је на XIX Сусрет Војвођанских позоришта 1969. године у Зрењанину.[2]
- Награђен је наградом Удружење драмских уметника Србије 1980. године, за улогу Блажа Зенга у представи Пасквелија коју је играо у Српском Народном позоришту у Новом Саду у режији Љубише Георгијевског.[2]